# Anthicomorphus mertoni
Anthicomorphus mertoni is een keversoort uit de familie snoerhalskevers (Anthicidae). De wetenschappelijke naam van de soort is voor het eerst geldig gepubliceerd in 1910 door Maurice Pic. Hij noemde soort naar de Duitse zoöloog Hugo Merton, die in 1908 een expeditie ondernam naar de Aru-eilanden en de Kei-eilanden westelijk van Nieuw-Guinea. Merton trof ze aan op het eiland Kobroor in de Aru-eilanden in mei 1908.